# Verkiezingen voor het Europees Parlement 2019/Kandidatenlijst/PVV
De kandidatenlijst voor de Europese Parlementsverkiezingen 2019 van de lijst PVV (Partij voor de Vrijheid) (lijstnummer 3) is na controle door de Kiesraad als volgt vastgesteld:
1. De Graaff M.J.R.L. (Marcel) (m), Brussel (BE)
2. Stuger O.F. (Olaf) (m), Bussum
3. Zijlstra A.J. (Auke) (m), Ridderkerk
4. Elissen A. (Andre) (m), 's-Gravenhage
5. Van den Besselaar I.H.C. (lno) (m), Utrecht
6. Deen M. (Marco) (m), Zandvoort
7. Ludriks M.S. (Menno) (m), Uithoorn
8. Boon M.C.H. (Maikel) (m), Bergen op Zoom
9. Van der Kammen P. (Patricia) (v), Tilburg
10. Wilders G. (Geert) (m), 's-Gravenhage

Democraten 66 (D66) ·
CDA-Europese Volkspartij · 
PVV (Partij voor de Vrijheid) ·
VVD · 
SP (Socialistische Partij) ·
P.v.d.A./Europese Sociaaldemocraten ·
ChristenUnie-SGP ·
GROENLINKS ·
Partij voor de Dieren ·
50PLUS ·
JEZUS LEEFT ·
DENK ·
De Groenen ·
Forum voor Democratie ·
vandeRegio & Piratenpartij ·
Volt Nederland